# 勒勒塔伊
勒勒塔伊（法語：Le Retail，法語發音：[lə ʁətaj]）是法国德塞夫勒省的一个市镇，属于帕尔特奈区。

## 地理
勒勒塔伊（46°33'45"N, 0°26'39"W）面积14.45 平方千米，位于法国新阿基坦大区德塞夫勒省，该省份为法国西部内陆省份，北起曼恩-卢瓦尔省，西接旺代省，南至夏朗德省和滨海夏朗德省，东临维埃纳省。
与勒勒塔伊接壤的市镇（或旧市镇、城区）包括：阿洛讷、弗尼乌、庞普利、瑟孔迪尼。

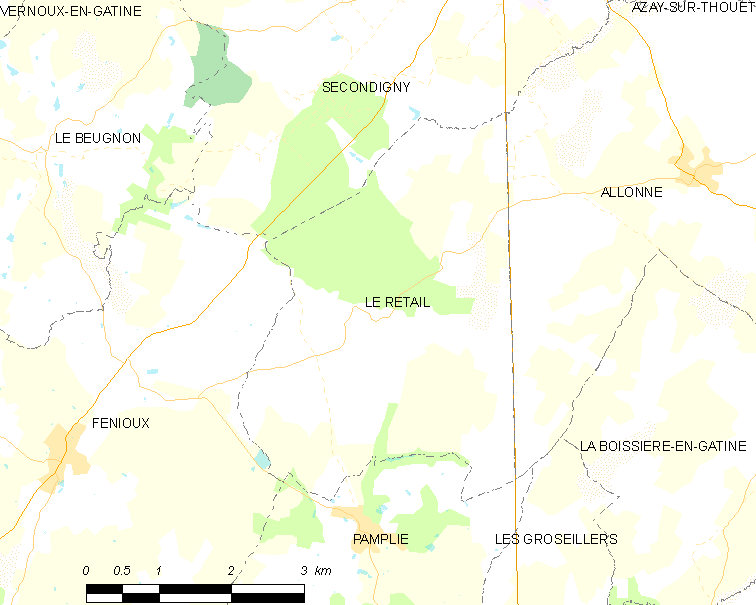
勒勒塔伊的OSM定位图

勒勒塔伊的时区为UTC+01:00、UTC+02:00（夏令时）。

## 行政
勒勒塔伊的邮政编码为79130，INSEE市镇编码为79226。

## 政治
勒勒塔伊所属的省级选区为拉加蒂讷县。

## 人口

1962-2008年间勒勒塔伊人口变化图示

勒勒塔伊于2022年1月1日时的人口数量为275人。